# Svinninge kommun
Svinninge kommun låg i Västsjällands amt, Danmark. Kommunen hade 6 542 invånare (2004) och en yta på 85,92 km². Från 2007 ingår kommunen i Holbæks kommun.